# Gulheegaathuhuraa
Gulheegaathuhuraa (ou Gulhiggaathuhuraa) est une petite île inhabitée des Maldives. Elle abrite la machinerie, les bateaux et l'école de plongée des îles Boduhuraa, Dhigufinolhu et Veliganduhuraa. Elle est reliée par des jetées à ces trois îles.

## Géographie
Gulheegaathuhuraa est située dans le centre des Maldives, dans l'Est de l'atoll Malé Sud, dans la subdivision de Kaafu. 